# San Maurizio al Lambro
San Maurizio al Lambro (San Maurizzi in dialetto monzese) è una frazione di Cologno Monzese, in provincia di Milano, e sorge al confine con i comuni di Brugherio, Monza e Sesto San Giovanni.

## Storia
In origine il borgo si chiamava Albariate (anno 830 d.C. il nome Albariate fa la sua prima comparsa in un documento ufficiale) cambiato poi in Malnido in seguito al dominio del Barbarossa (nel 1350 il nome Malnido fa la sua prima comparsa in un documento ufficiale). Federico Barbarossa, accampatosi lungo le rive del Lambro durante le sue battaglie ad Albariate, fu rovinato dalle acque del fiume in piena che gli fecero riportare perdite di vettovaglie ed armi e si narra che esclamò:
(Federico Barbarossa)
Varie richieste furono fatte dal primo parroco Don Luigi Tagliabue alle autorità competenti con motivazioni specifiche sul nome Malnido: "1-Perché tale denominazione è poco simpatica e di origine oscura. 2-Per attuare il desiderio espresso dal Beato Cardinale Andrea Carlo Ferrari nella Visita Pastorale del 1916. 3-Perché San Maurizio è il Patrono della Fraz. lambita dal fiume Lambro". Con Regio Decreto 18 febbraio 1930 la frazione cambiò la sua denominazione da Malnido a San Maurizio al Lambro.
L'area, dall'inizio del Novecento ad oggi, è stata modificata in base alla crescita demografica ed economica dovuta alle industrie presenti.
Il piccolo borgo rurale è diventato un paese di molte migliaia di abitanti, per lo più operai del sud dell'Italia immigrati al nord, facendo nascere nuovi quartieri residenziali.
Fino al 1866 Malnido era frazione di Moncucco; in tale anno, con la soppressione di tale comune, divenne frazione di Cologno.

## Chiesa di San Maurizio al Lambro
I lavori di costruzione della nuova chiesa parrocchiale iniziarono 19 marzo 1905, e l'edificio venne benedetto dal cardinale Andrea Carlo Ferrari il giorno 5 agosto 1906, festa della "Madonna della Neve" a cui la chiesa è dedicata (il Patrono è San Maurizio).
La costruzione del campanile, con un'altezza di 26 metri, venne iniziata nel 1906 ed ultimata nel 1907. Su di esso alla vigilia di Natale del 1913 per iniziativa dell'Amministrazione comunale fu collocato l'orologio. Ospita 5 campane in Lab3: le quattro più grosse sono state fuse dai F.lli Ottolina di Seregno nel 1906, mentre la più piccola venne aggiunta nel 1931, sempre dai medesimi.
Fu ampliata nel 1939.
Nel 1950, fu sostituito il vecchio altare di legno con uno nuovo in marmo che a sua volta è stato sostituito con quello attuale nel 1983.
Il 28 settembre 1950 in seguito ai lavori di ampliamento della Chiesa l'allora cardinale Alfredo Ildefonso Schuster consacrò la chiesa ed il suo nuovo altare.
Per il centenario dalla sua inaugurazione, il 23 settembre 2006, l'arcivescovo di Milano Dionigi Tettamanzi, celebrò una messa, alla quale erano presenti le massime autorità di Cologno Monzese ed alcuni preti originari di San Maurizio.

## Suore Misericordine di San Gerardo
Nel 1927 don Luigi Tagliabue istituì l'asilo parrocchiale, dapprima la struttura venne affidata alle Suore mantellate serve di Maria che fecero il loro ingresso il 1º dicembre dello stesso anno e rimasero a San Maurizio sino al 25 settembre 1941, quando furono sostituite dalle Suore misericordine di San Gerardo di Monza, istituite dal beato Luigi Talamoni, e da allora continuano il loro umile e prezioso servizio per la comunità e la gente di San Maurizio al Lambro.
Il 24 marzo 2013 Domenica delle Palme alla presenza del Parroco, delle Autorità civili è religiose venne inaugurata la Nuova Croce sita in via Garibaldi. Già ne esisteva una in precedenza dal 1961 che ricordava le Sante Missioni svolte in quell'anno in paese e benedetta dall'allora Cardinale Giovanni Battista Montini, poi papa Paolo VI. Nei lavori di ristrutturazione, dopo una raccolta fondi pubblica, curata dal "Comitato Madonna del Bivio Beato Talamoni" venne inaugurato il monumento a ricordo del beato Luigi Talamoni e alle sue Suore a cui la Nuova Croce è dedicata, ricordando la missione che esse svolgono verso gli ammalati con la cura a domicilio e l'asilo "Casa dei Bambini", da 72 anni.

## Madonna del Bivio
Si trova in una nicchia o "pubbia" in via Filzi angolo via Toti, questa antica statua ritrae la Vergine Immacolata denominata Madonna del Bivio perché veglia sul crocevia principale del paese dal 1892. La via Filzi è la strada che porta dal paese al fiume Lambro al punto dove spesso esonda; inoltre sotto di essa ogni giorno passano bambini, adulti o sostano gli anziani presso la piazzetta dove l'effigie è collocata. Di recente è stata restaurata tramite una raccolta fondi pubblica curata da persone volontarie e da questa esperienza è nato il "Comitato Madonna del Bivio". La statua è stata benedetta ed inaugurata il giorno 23 dicembre 2012.

## Curiosità
Nel 1946 si costituiscono in Cooperativa il Circolo Famigliare e il Circolo Cattolico, il primo è ancora tutt'oggi in attività.
Il Circolo Cattolico si è sciolto circa 15 anni fa e al suo posto fu aperto un bar trattoria ora chiuso.

## La Falck
Qui ebbe parte della sua sede, sconfinando dall'adiacente Sesto San Giovanni, una delle più importanti industrie siderurgiche italiane: la Falck.
Le Acciaierie Falck fecero costruire un ponticello di legno, chiamato “puntesela”, per permettere agli operai che abitavano al di là del Lambro di raggiungere gli stabilimenti”. Sostituito poi nel 1933 con un nuovo ponte in ferro costruito un po' più a valle.